# Seven de Escocia 2011
El Seven de Escocia de 2011 fue la quinta edición del torneo escocés de rugby 7, fue el octavo y último torneo de la temporada 2010-11 de la Serie Mundial Masculina de Rugby 7.
Se disputó en la instalaciones del Murrayfield Stadium de Edimburgo.

## Fase de grupos

### Grupo A
| Equipo        | Encuentros | Encuentros | Encuentros | Encuentros | Tantos  | Tantos    | Tantos     | Puntos |
| Equipo        | jugados    | ganados    | empatados  | perdidos   | a favor | en contra | diferencia | Puntos |
| ------------- | ---------- | ---------- | ---------- | ---------- | ------- | --------- | ---------- | ------ |
| Nueva Zelanda | 3          | 3          | 0          | 0          | 124     | 12        | +112       | 9      |
| Francia       | 3          | 2          | 0          | 1          | 22      | 53        | −31        | 7      |
| Argentina     | 3          | 1          | 0          | 2          | 33      | 52        | −19        | 5      |
| Rusia         | 3          | 0          | 0          | 3          | 12      | 74        | −62        | 3      |

Nota: Se otorgan 3 puntos al equipo que gane un partido, 2 al que empate y 1 al que pierda

### Grupo B
| Equipo     | Encuentros | Encuentros | Encuentros | Encuentros | Tantos  | Tantos    | Tantos     | Puntos |
| Equipo     | jugados    | ganados    | empatados  | perdidos   | a favor | en contra | diferencia | Puntos |
| ---------- | ---------- | ---------- | ---------- | ---------- | ------- | --------- | ---------- | ------ |
| Gales      | 3          | 3          | 0          | 0          | 61      | 29        | +32        | 9      |
| Inglaterra | 3          | 2          | 0          | 1          | 58      | 36        | +22        | 7      |
| España     | 3          | 1          | 0          | 2          | 24      | 34        | −10        | 5      |
| Portugal   | 3          | 0          | 0          | 3          | 22      | 66        | −44        | 3      |

### Grupo C
| Equipo    | Encuentros | Encuentros | Encuentros | Encuentros | Tantos  | Tantos    | Tantos     | Puntos |
| Equipo    | jugados    | ganados    | empatados  | perdidos   | a favor | en contra | diferencia | Puntos |
| --------- | ---------- | ---------- | ---------- | ---------- | ------- | --------- | ---------- | ------ |
| Sudáfrica | 3          | 3          | 0          | 0          | 82      | 24        | +58        | 9      |
| Australia | 3          | 2          | 0          | 1          | 61      | 38        | +23        | 7      |
| Kenia     | 3          | 1          | 0          | 2          | 59      | 50        | +9         | 5      |
| Canadá    | 3          | 0          | 0          | 3          | 22      | 112       | −90        | 3      |

### Grupo D
| Equipo         | Encuentros | Encuentros | Encuentros | Encuentros | Tantos  | Tantos    | Tantos     | Puntos |
| Equipo         | jugados    | ganados    | empatados  | perdidos   | a favor | en contra | diferencia | Puntos |
| -------------- | ---------- | ---------- | ---------- | ---------- | ------- | --------- | ---------- | ------ |
| Fiyi           | 3          | 2          | 0          | 1          | 54      | 35        | +19        | 7      |
| Samoa          | 3          | 2          | 0          | 1          | 61      | 43        | +18        | 7      |
| Escocia        | 3          | 2          | 0          | 1          | 69      | 52        | +17        | 7      |
| Estados Unidos | 3          | 0          | 0          | 3          | 33      | 87        | −54        | 3      |

## Fase Final

### Cuartos de final
| 29 de mayo | Nueva Zelanda | 26 - 12 | Inglaterra |  |  |

| 29 de mayo | Fiyi | 14 - 24 | Australia |  |  |

| 29 de mayo | Sudáfrica | 28 - 5 | Samoa |  |  |

| 29 de mayo | Gales | 13 - 10 | Francia |  |  |

### Semifinal
| 29 de mayo | Nueva Zelanda | 12 - 19 | Australia |  |  |

| 29 de mayo | Sudáfrica | 22 - 19 | Gales |  |  |

### Final
| 29 de mayo | Australia | 35 - 36 | Sudáfrica |  |  |

| Bandera de Sudáfrica   |
| Campeón Sudáfrica      |
| 3º título del circuito |